# Job von Witzleben (Generalleutnant)

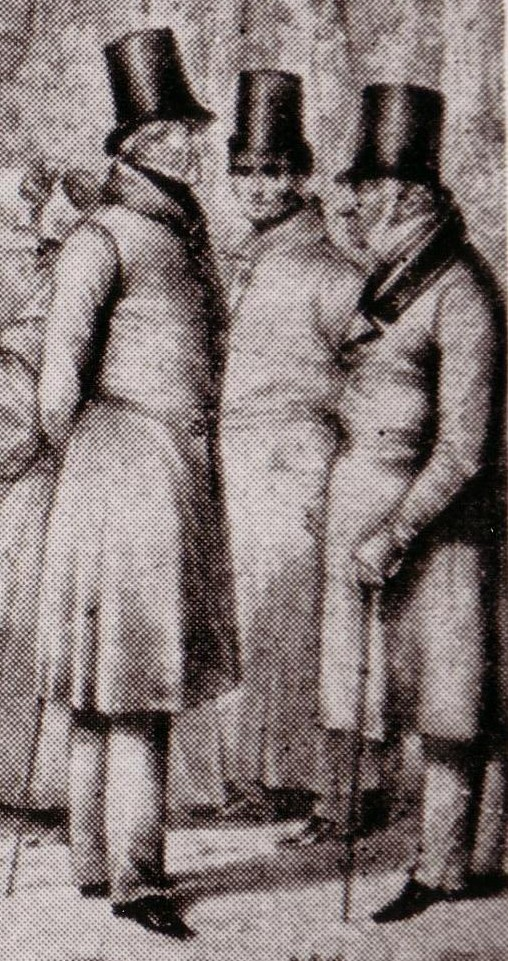
Generaladjutant Job von Witzleben (Mitte) im Jahr 1832 bei einem politischen Treffen in Bad Teplitz mit General Leopold Wilhelm von Dobschütz (links) und Frankreichs Botschafter in St. Petersburg, Marquis Nicolas-Joseph Maison (rechts)
(Ausschnitt einer Lithografie von Theodor Hosemann, 1807–1875)

Karl Ernst Job Wilhelm von Witzleben (* 20. Juli 1783 in Halberstadt; † 9. Juli 1837 in Berlin) war ein preußischer Generalleutnant, Generaladjutant des Königs, Staats- und Kriegsminister, sowie Herr auf Liszkowo und Herr zu Lietzensee.

## Herkunft
Job von Witzleben entstammt dem thüringischen Uradelsgeschlecht Witzleben und wurde als erstes von sieben Kindern des preußischen Generalmajors Heinrich Günther von Witzleben, Herr auf Angelroda und auf Elgersburg, und Amalie Caroline Luise Wilhelmine Freiin von Wulff a. d. H. Füchteln, 1783 zu Halberstadt geboren.

## Familie
Er heiratete am 29. März 1812 Auguste Henriette von Splittgerber († 25. Juni 1858). Aus dieser Ehe stammen unter insgesamt acht Kindern:
- Job Wilhelm David Karl Heinrich (* 4. August 1813; † 21. April 1867), Generalmajor ⚭ Marie Hossauer (* 30. Mai 1828; † 17. Februar 1876)
- Hertha (* 6. August 1815; † 11. November 1879) ⚭ 1844 Edwin von Manteuffel, Generalfeldmarschall
- Thekla (* 1816; † jung)
- Adelheid (* 1817; † jung)
- Friedrich Wilhelm Job Erik (* 15. August 1819; † 25. Dezember 1878), Oberst und Kommandeur des Jägerbataillons Nr. 3. ⚭ Marie Wilhelmine Franziska Sophie von Ribbeck (* 7. August 1824)
- Berthold Heinrich Günther Job (* 30. Oktober 1820) ⚭ 1850 Klara Wilhelmine Franziska von Werder (* 5. Juli 1821)
- Job Wilhelm Karl David Adelger (* 12. Februar 1823; † 1. Februar 1867) ⚭ 1851 Karoline Luise Thekla Mathilde von Ribbeck (* 6. März 1830; † 6. Februar 1879)
- Davida Ludovika Sophie Emilie (* 29. Dezember 1824; † 25. November 1895) ⚭ Heinrich von Massow (1810–1896), Generalmajor und Kommandanten von Neiße

Im Privaten war Witzleben ein hervorragender Musiker und begabter Geigenspieler. Der Komponist Gioachino Rossini sagte einst zu ihm: Schade, dass Sie Soldat sind; als Musiker würden Sie eine größere Rolle spielen.
Bereits 1824 erkrankt und auf Kur geschickt, förderte die 1832 aufgenommene Tätigkeit als stellvertretender Kriegsminister die schwere Krankheit, der er 1837 endgültig erlag.

## Militärische Laufbahn
Witzleben, der 1793 Leibpage des Königs Friedrich Wilhelms II. wurde, wurde 1799 Fähnrich der Leibgarde. Schon hier trat ihm der befreundete spätere König Friedrich Wilhelm III. unterstützend bei:
„In der zuversichtlichen Erwartung, das Ihr Euch nach Kräften auf den Dienst applicieren und Euch zu einem besonders brauchbaren Offiziere ausbilden werdet, will Ich Euch zur Anschaffung Eurer Equipage mit beikommenden 100 Thalern unterstützen.“
1802 wurde Witzleben Sekondeleutnant. Während der Schlacht bei Jena und Auerstedt 1806 geriet er in Kriegsgefangenschaft, wurde aber im August 1807 ausgewechselt. Die Abhandlung Ideen zur Reorganisation der leichten Infanterie, die Witzleben über den leichten Dienst verfasst hatte, erregte die Aufmerksamkeit Scharnhorsts, so dass er im Dezember 1808 als Stabskapitän zum neu aufgestellten Gardejägerbataillon kam. Anfang 1812 wurde Witzleben zum Major befördert und kämpfte am 2. Mai 1813 in der Schlacht bei Großgörschen. Während der Kämpfe in Frankreich stieg er zum Oberstleutnant auf. Im Frühjahr 1815 wurde er zum Generalstab in der Armee des Feldmarschalls Blücher kommandiert und kam dann als Oberst und Chef des Generalstabs zum norddeutschen Bundeskorps.
Nach dem Friedensschluss wurde Witzleben zum Inspekteur der Jäger und Schützen ernannt, 1817 schließlich zum Direktor des dritten Departements im Kriegsministerium gemacht. 1818 rückte er zum Generalmajor auf und wurde gleichzeitig Generaladjutant des Königs Friedrich Wilhelm III. und Chef des Militärkabinetts. In der Folgezeit wurde Witzleben einer der vertrauten Ratgeber und persönlichen Freunde des Königs.
1821 rückte von Witzleben zum Generalleutnant auf. Nach dem Rücktritt des preußischen Kriegsministers Hake 1833 wurde er dessen Nachfolger. Hier arbeitete er vornehmlich an der Vereinigung des stehenden Heeres mit der Landwehr. Ihm ist überdies die Forcierung der Einführung des Zündnadel- und Perkussionsgewehrs zuzuschreiben. Auch machte er sich um die Revision des Militärstrafgesetzbuches verdient.
Job von Witzleben trat nach schwerer Krankheit 1835 in den Ruhestand und starb am 9. Juli 1837 in Berlin, wo ihm der König ein noch heute bestehendes Ehrenmal auf dem Invalidenfriedhof dicht neben dem Scharnhorsts widmete. Sein Nachfolger als preußischer Kriegsminister wurde der General der Infanterie Gustav von Rauch, der nach seinem Tod 1841 ebenfalls im Grabfeld C des Invalidenfriedhofs mit Nähe zu Witzleben und Scharnhorst bestattet wurde.
Der König kondolierte Witzlebens Frau:
„Die Nachricht von dem Ableben Ihres Gemahls, ist Mir unerwartet und wahrhaft betrübend gewesen. Ich beklage seinen frühen Verlust ebenso aufrichtig als Ich seinen Wert als Staatsdiener und seine bewährte Anhänglichkeit an Meine Person zu schätzen Ursache hatte. Indem Ich Ihnen Meine ganze Theilnahme an Ihrem gerechten Schmerz zu erkennen gebe, behalte Ich Mir vor, das Andenken an die Verdienste des Verewigten durch Beweise Meines Wohlwollens und durch die Fürsorge für seine Familie zu ehren.“
In der Preußischen Staatszeitung hieß es:
„Seine Exzellenz der Geheime Staats- und Kriegsminister, Generaladjutant Seiner Majestät des Königs, Generallieutenant von Witzleben ist heute früh […] mit dem Tode abgegangen. In dem edlen Manne haben König und Staat einen großen und allgemein anerkannten Verlust erlitten.“

## Witzleben und die Freimaurerei
Job von Witzleben wurde im Laufe seines Lebens in den Bund der Freimaurer aufgenommen. Seine Mutterloge war die „Teutonia zur Weisheit“ in Potsdam. Zugeordnet war diese Freimaurerloge der Große National-Mutterloge „Zu den drei Weltkugeln“ (GNML 3WK).

## Erinnerungen

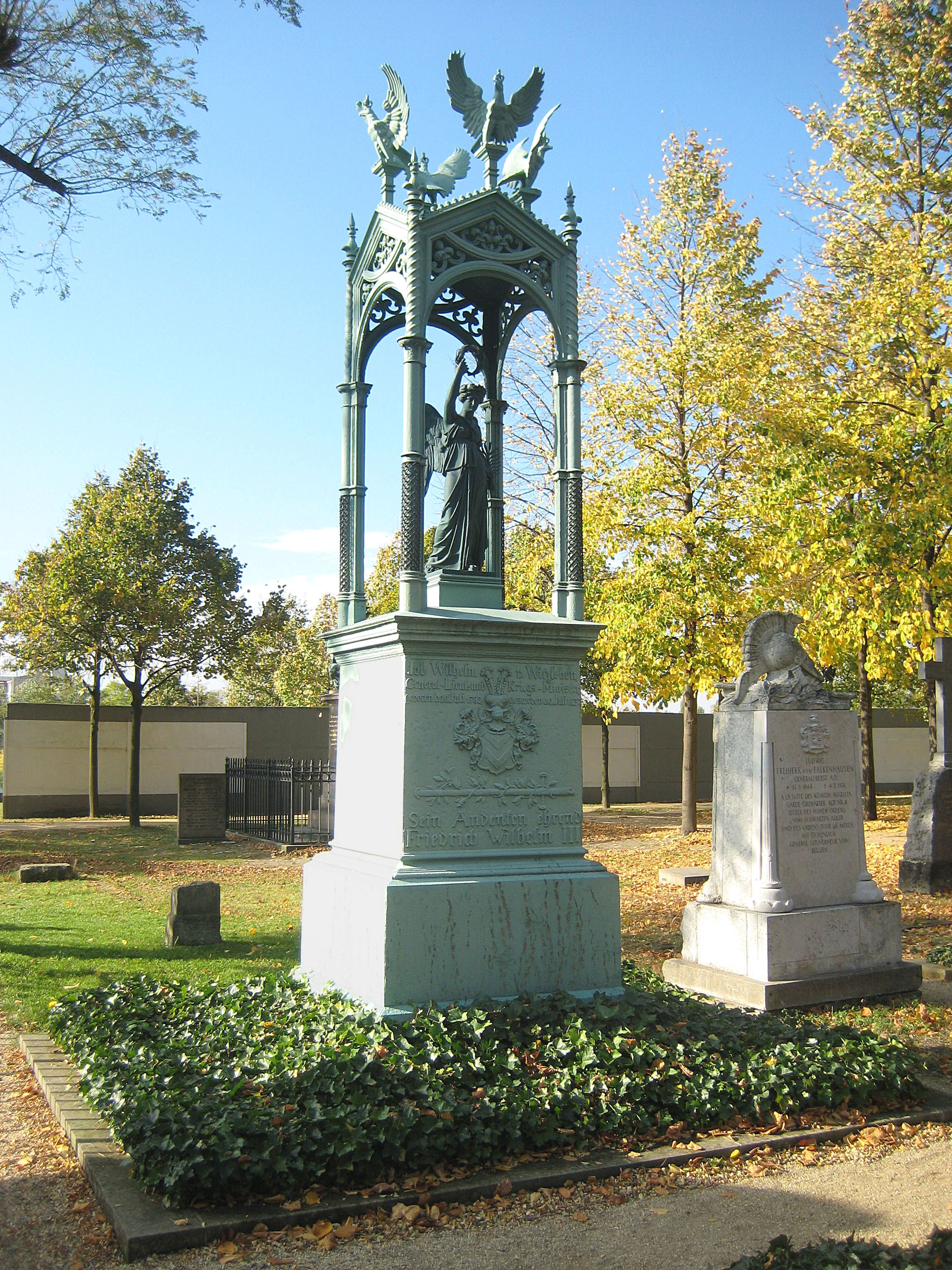
Grabstelle General Job von Witzlebens auf dem Invalidenfriedhof, Berlin

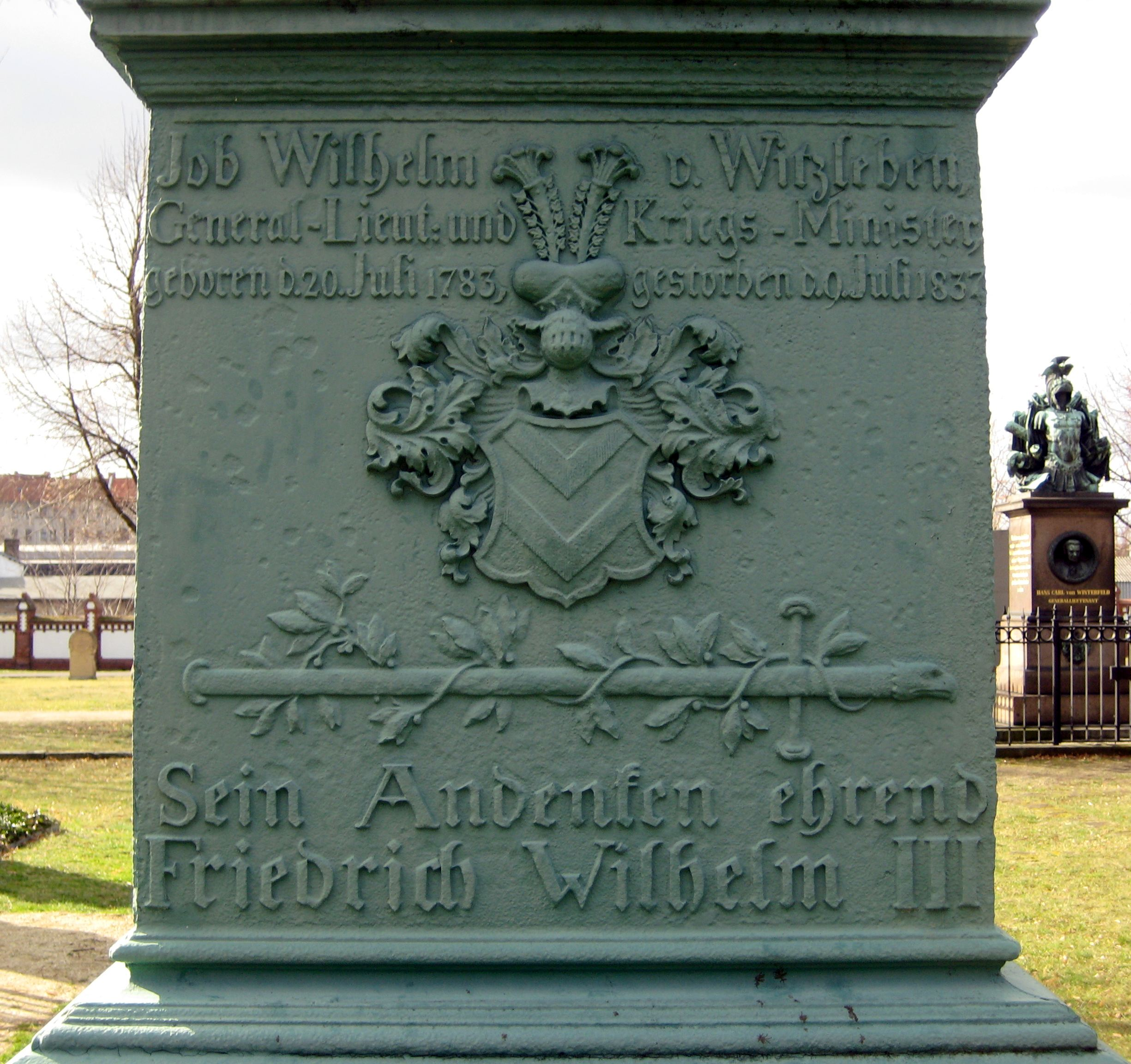
Detail des Grabmals von General Job von Witzleben auf dem Invalidenfriedhof Berlin

Neben dem Grabmal auf dem Invalidenfriedhof erinnern in Berlin heute noch die Witzlebenstraße, der Witzlebenplatz und der Witzlebenpark an Job von Witzleben.
1823 erhielt Witzleben vom König 20.000 Taler, mit denen er in Charlottenburg den Lietzensee und Umgebung kaufte und daraus einen Sommersitz samt  öffentlichem Park schuf. 1827 erhielt er, zum Dank für sein Wirken, die Charlottenburger Ehrenbürgerrechte. Der gesamte Ortsteil rund um den Lietzensee trägt offiziell den Namen Berlin-Witzleben, jedoch wehrten sich die Anwohner des Bahnhofs Witzleben 2002 vergeblich gegen seine Umbenennung in Bahnhof Berlin Messe Nord/ICC. Im Jahr 1840 veräußerte die Familie den Besitz. 1899 baute dort eine Terrain-Gesellschaft repräsentative Wohnhäuser, in deren Mitte seither der Lietzenseepark liegt.
Das dem Kriegsminister vom König geschenkte, 2676 Hektar große „Gut Liszkowo“ (später: Witzleben) bei Wirsitz, das die Güter Witzleben, Augustenhof, Jobshöhe, Marienau und Erikfelde umfasste, ist seit Ende des Zweiten Weltkriegs nicht mehr im Eigentum der Familie, erinnert mit seinem Herrenhaus aber auch heute noch an den Kriegsminister Job von Witzleben.

## Auszeichnungen
- Eisernes Kreuz II. (1813) und I. Klasse (1814)
- Roter Adlerorden III. Klasse (1817)
- Sankt-Stanislaus-Orden I. Klasse (1818)
- Roter Adlerorden II. Klasse mit Eichenlaub (1820)
- Großkreuz des Ordens vom Zähringer Löwen (1822)
- Dienstkreuz (1825)
- Komtur im Militär-Wilhelms-Orden der Niederlande (1825)
- Brillanten zum Sankt-Stanislaus-Orden I. Klasse (1829)
- Stern zum Roter Adlerorden II. Klasse (1830)
- Roter Adlerorden I. Klasse mit Eichenlaub (1832)
- Alexander-Newski-Orden (1834)
- Diamanten zum russischen Alexander-Newski-Orden (1835)
- Großkreuz des Großherzoglich Hessischen Ludwigsordens (1835)